# Pista del Grau

La Pista del Grau, respecte del terme d'Abella de la Conca

La Pista del Grau és una pista de muntanya dels termes municipals d'Abella de la Conca, en territori del poble de Carreu, i de Conca de Dalt, a l'antic terme d'Hortoneda de la Conca, tot dins del Pallars Jussà.
Arrenca de Pla del Tro, al peu del Serrat del Roure i ran de la Bassa de Pla del Tro. En aquell indret enllaça amb el Camí de Pla del Tro, i en surt cap al nord-oest; mena a lo Grau, o Era del Comú, al sud-est de les Bordes de Segan i a llevant de la Cogulla. En aquest punt enllaça amb la Pista del Roc de Torrent Pregon.
Aquest camí discorre pels termes municipals d'Abella de la Conca i Conca de Dalt (antic municipi d'Hortoneda de la Conca).